# Sermó de funeral i oració

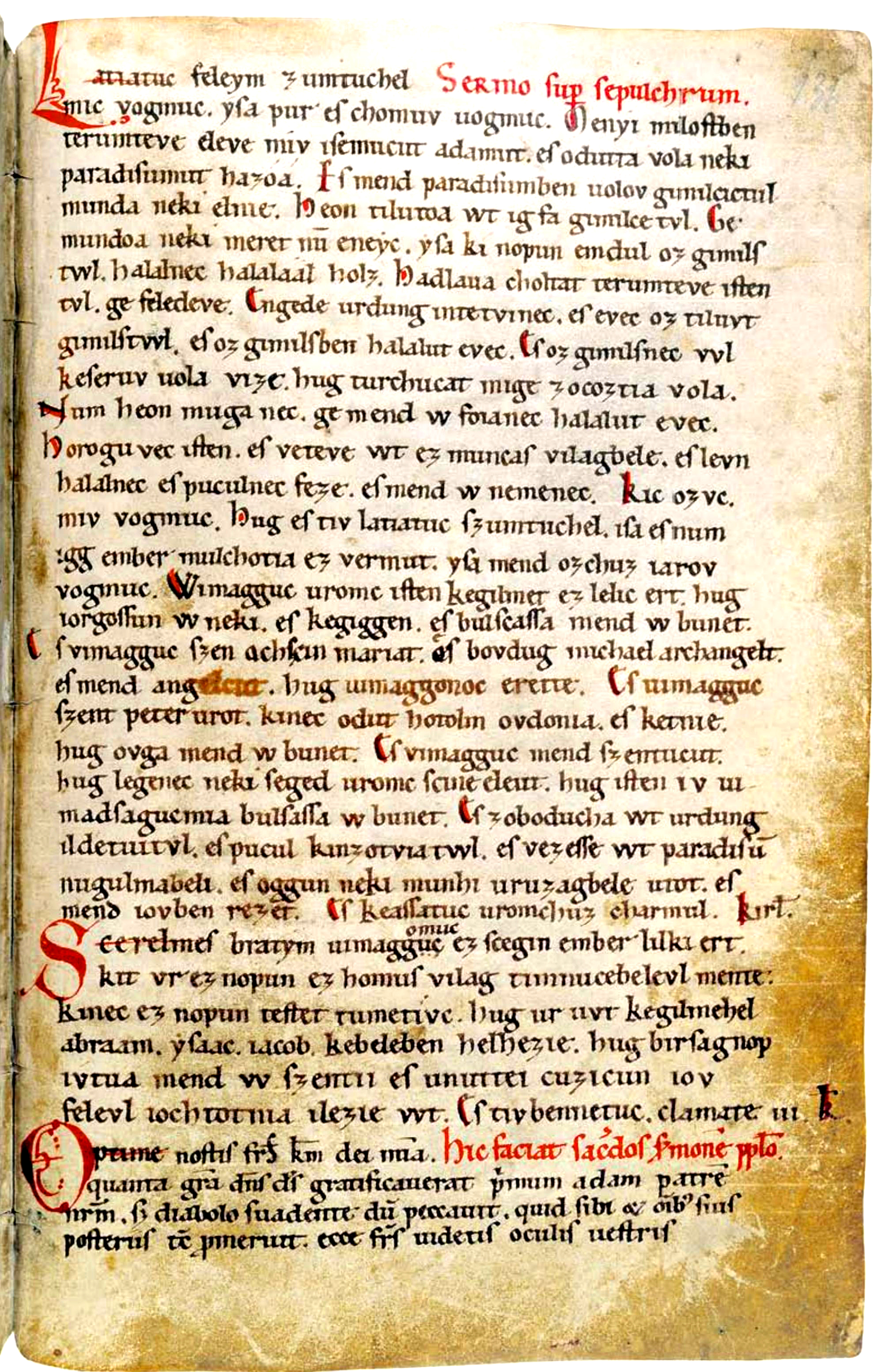
El Sermó de funeral i oració. Pàgina del còdex Pray.

El Sermó de funeral i oració (hongarès: Halotti beszéd és könyörgés) és un antic manuscrit en hongarès que data de finals del segle xii, entre els anys 1192 i 1195. Va ser trobat a la pàgina 154a del còdex Pray.
La seva importància resideix en el fet que és el text més antic de què es té constància tant en hongarès com en les altres llengües ugrofineses (tot i que els primers registres en hongarès daten de l'any 997). El Sermó consta de dues parts: el text (26 línies i 227 paraules) i l'oració (6 línies i 47 paraules). Si no es compten les paraules repetides, hi surten 190 mots diferents. Des del 1813, el manuscrit es guarda a Budapest, Hongria.

## El text

### Hongarès antic
Latiatuc feleym zumtuchel mic vogmuc. yſa pur eſ chomuv uogmuc. Menyi miloſtben terumteve eleve miv iſemucut adamut. eſ odutta vola neki paradiſumut hazoa. Eſ mend paradiſumben uolov gimilcictul munda neki elnie. Heon tilutoa wt ig fa gimilce tvl. Ge mundoa neki meret nu eneyc. yſa ki nopun emdul oz gimilſtwl. halalnec halalaal holz. Hadlaua choltat terumteve iſtentul. ge feledeve. Engede urdung intetvinec. eſ evec oz tiluvt gimilſtwl. es oz gimilſben halalut evec. Eſ oz gimilſnek vvl keſeruv uola vize. hug turchucat mige zocoztia vola. Num heon muga nec. ge mend w foianec halalut evec. Horogu vec iſten. eſ veteve wt ez munkaſ vilagbele. eſ levn halalnec eſ poculnec feze. eſ mend w nemenec. Kic ozvc. miv vogmuc.

### Hongarès modern (una mica arcaic)
Látjátok, feleim, szemetekkel, mik vagyunk! Íme, por és hamu vagyunk. Mennyi malasztban teremté először (a) mi ősünket, Ádámot, és adta vala neki (a) Paradicsomot házául. És mind (a) Paradicsomban való gyümölcsből, mondá neki, éljen. Híján [csupán] tiltá őt egy fa gyömülcsétől. De mondá neki, miért ne ennék: «Íme, ki [mely] napon eszel az gyümölcsből, halálnak halálával halsz». Hallá holtát teremtő Istenétől, de feledé. Engede (az) Ördög intésének, és evék az tiltott gyümölcsből, és az gyümölcsben halált evék. És az gyümölcsnek oly keserû vala (az) vize [leve], hogy (a) torkukat megszakasztja vala. Nem híján [csupán] magának, de mind (az) ő (egész) fajának halált evék. Haraguvék Isten, és veté őt ez munkás világba, és lõn (a) halálnak és pokolnak fészke, és mind (az) ő (egész) nemének. Kik azok? Mi vagyunk.

### Català
Vegeu, germans meus, amb els vostres ulls allò que som! Mireu, pols i cendra, és el que som. En la seva divina gràcia, Ell (Déu) va crear el nostre primer avantpassat, Adam, i li va donar el Paradís com a casa. I li va donar per viure tots els fruits del Paradís. Li va prohibir el fruit de només un arbre. Li va dir, però, el perquè no n'havia de menjar: «Mira, el dia que mengis d'aquest fruit, moriràs amb la mort de les morts». Encara que havia sentit el que Déu, el Creador, havia dit sobre la seva mort, ell (Adam) se'n va oblidar. I es va rendir als enganys del diable i va menjar la fruita prohibida, i amb la fruita va menjar mort. I era tan amarg el suc d'aquella fruita que primer li va esclatar la gola. Va menjar la mort no només per a ell, sinó que ho va fer per a tota la seva raça. En còlera, Déu el va llençar en aquest món de treball, i esdevingué el niu de la mort i de la condemnació per a tots els seus. Qui són, aquests? Som nosaltres.